# Ellen White (futebolista)
Ellen Toni White (Aylesbury, 9 de maio de 1989) é uma futebolista britânica que atua como atacante.

## Carreira
Ellen White integrou o elenco da Seleção Britânica de Futebol Feminino nas Olimpíadas de 2012 e 2020.